# Alone (canción de Marshmello)
«Alone» es un sencillo del DJ estadounidense y productor discográfico Marshmello. Se lanzó por primera vez en mayo de 2016, y luego se lanzó como descarga digital el 17 de junio de 2016 en iTunes y para transmisión en Spotify. Tras su lanzamiento, se ubicó en Canadian Hot 100 en 56 y Billboard Hot 100 en 60, y su video musical ha recibido más de 2 mil millones de visitas hasta mayo de 2021 en YouTube. En febrero de 2019, alcanzó un nuevo pico de 28 en el Billboard Hot 100 luego de que Marshmello realizara un concierto virtual en vivo en el videojuego Fortnite. También es la primera y única canción de Monstercat certificada Platino por la RIAA.

## Video musical
El lanzamiento del video musical de "Alone" fue lanzado el 2 de julio de 2016 en los canales de YouTube de Marshmello y Monstercat. Es el séptimo video de YouTube con más me gusta.
El video muestra a Marshmello siendo intimidado por sus compañeros de escuela. Un compañero de clase comprensivo va a su casa después de la escuela, pero lo descubre creando música. El video musical fue filmado en "The Pegasus School" en California. Decide grabar y compartir un video de sus hallazgos y Marshmello se vuelve más popular de la noche a la mañana. El video termina con Marshmello sacando su controlador de almohadilla EDM portátil, un Traktor Kontrol S4 MK2 de Native Instruments , y provocando una fiesta de baile en su salón de clases.
Durante el video, se muestra a Marshmello colocando una rata en una jaula con la etiqueta "Joel" en el frente. Esta es una referencia al productor de música electrónica canadiense  deadmau5. La razón detrás de esta broma fue una serie de tuits publicados por el DJ canadiense criticando a Marshmello por su "mala música" y llamando a sus seguidores "ovejas con muerte cerebral". Marshmello respondió en broma preguntando si deadmau5 quería tener un partido de baloncesto y el perdedor compraría la cena, luego de lo cual, el DJ canadiense borró todos sus tuits que disputaban a Marshmello.
Se lanzó un video musical de Fortnite el 14 de octubre de 2019 en el canal de YouTube de Marshmello.

## Lista de canciones
- Descarga Digital[2]

| N.º | Título  | Duración |  |
| 1.  | «Alone» | 4:33     |  |

- Versión extendida[4]

| N.º | Título                    | Duración |  |
| 1.  | «Alone» (Slushii Remix)   | 4:19     |  |
| 2.  | «Alone» (Getter Remix)    | 4:22     |  |
| 3.  | «Alone» (Diskord Remix)   | 3:04     |  |
| 4.  | «Alone» (Streex Remix)    | 3:53     |  |
| 5.  | «Alone» (Mrvlz Remix)     | 2:46     |  |
| 6.  | «Alone» (Luca Lush Remix) | 4:30     |  |

## Listas

### Semanal
| Chart (2016–19)                                       | Peak position |
| ----------------------------------------------------- | ------------- |
| Argentina (Argentina Hot 100)                         | 86            |
| Australia Digital Track Chart(ARIA)                   | 30            |
| Canadá (Canadian Hot 100)                             | 11            |
| Hungría (Single Top 40)                               | 33            |
| Irlanda (IRMA)                                        | 100           |
| Japón (Japan Hot 100)                                 | 39            |
| Filipinas (Philippine Hot 100)                        | 42            |
| Escocia (Scottish Singles Sales Chart)                | 22            |
| Suecia Heatseeker (Sverigetopplistan)                 | 16            |
| Reino Unido (UK Singles Chart)                        | 61            |
| Estados Unidos (Billboard Hot 100)                    | 28            |
| Estados Unidos Hot Dance/Electronic Songs (Billboard) | 3             |

### Fin de año
| Chart (2016)                              | Position |
| ----------------------------------------- | -------- |
| US Hot Dance/Electronic Songs (Billboard) | 26       |
| Chart (2017)                              | Position |
| US Hot Dance/Electronic Songs (Billboard) | 59       |
| Chart (2019)                              | Position |
| US Hot Dance/Electronic Songs (Billboard) | 42       |